# Nederlandse kampioenschappen indooratletiek 2018
De Nederlandse kampioenschappen indooratletiek 2018 werden op zaterdag 17 en zondag 18 februari 2018 georganiseerd. Plaats van handeling was het sportcentrum Omnisport Apeldoorn.
Het NK Indoor Meerkamp werd gehouden in het weekend van 3 en 4 februari in Apeldoorn.

## Uitslagen

### 60 m
| rang   | atleet           | prestatie |
| ------ | ---------------- | --------- |
| Goud   | Chris Garia      | 6,70 s    |
| Zilver | Churandy Martina | 6,70 s    |
| Brons  | Joris van Gool   | 6,70 s    |

| rang   | atlete          | prestatie |
| ------ | --------------- | --------- |
| Goud   | Dafne Schippers | 7,09 s    |
| Zilver | Jamile Samuel   | 7,17 s    |
| Brons  | Naomi Sedney    | 7,22 s    |

### 200 m
| rang   | atleet              | prestatie |
| ------ | ------------------- | --------- |
| Goud   | Liemarvin Bonevacia | 21,09 s   |
| Zilver | Onyema Adigida      | 21,27 s   |
| Brons  | Sander Pupella      | 21,65 s   |

| rang   | atlete                  | prestatie |
| ------ | ----------------------- | --------- |
| Goud   | Zoë Sedney              | 24,19 s   |
| Zilver | Leonie van Vliet        | 24,60 s   |
| Brons  | Gabriëlla van der Wijck | 25,26 s   |

### 400 m
| rang   | atleet          | prestatie |
| ------ | --------------- | --------- |
| Goud   | Tony van Diepen | 46,99 s   |
| Zilver | Nick Smidt      | 47,65 s   |
| Brons  | Jesper Arts     | 47,93 s   |

| rang   | atlete             | prestatie |
| ------ | ------------------ | --------- |
| Goud   | Madiea Ghafoor     | 52,21 s   |
| Zilver | Nicky van Leuveren | 53,27 s   |
| Brons  | Laura de Witte     | 53,63 s   |

### 800 m
| rang   | atleet               | prestatie |
| ------ | -------------------- | --------- |
| Goud   | Thomas van Laar      | 1.51,66   |
| Zilver | Jaap Gerben Vellinga | 1.52,10   |
| Brons  | Lars van Hoeven      | 1.52,52   |

| rang   | atlete                  | prestatie |
| ------ | ----------------------- | --------- |
| Goud   | Danaïd Prinsen          | 2.04,18   |
| Zilver | Sanne Wolters-Verstegen | 2.04,63   |
| Brons  | Suzanne Voorrips        | 2.06,41   |

### 1500 m
| rang   | atleet            | prestatie |
| ------ | ----------------- | --------- |
| Goud   | Valentijn Weinans | 3.54,37   |
| Zilver | Bram Anderiessen  | 3.54,80   |
| Brons  | Niek Blikslager   | 3.57,00   |

| rang   | atlete                  | prestatie |
| ------ | ----------------------- | --------- |
| Goud   | Sanne Wolters-Verstegen | 4.18,58   |
| Zilver | Dagmar Smid             | 4.24,58   |
| Brons  | Lotte Krause            | 4.26,10   |

### 3000 m
| rang   | atleet           | prestatie |
| ------ | ---------------- | --------- |
| Goud   | Benjamin de Haan | 8.07,43   |
| Zilver | Mahadi Abdi Ali  | 8.09,13   |
| Brons  | Frank Futselaar  | 8.11,10   |

| rang   | atlete        | prestatie |
| ------ | ------------- | --------- |
| Goud   | Lotte Krause  | 9.54,55   |
| Zilver | Elisa de Jong | 10.02,70  |
| Brons  | Ellen Jansen  | 10.08,39  |

### 60 m horden
| rang   | atleet              | prestatie |
| ------ | ------------------- | --------- |
| Goud   | Koen Smet           | 7,68 s    |
| Zilver | Liam van der Schaaf | 7,93 s    |
| Brons  | Dave Wesselink      | 8,10 s    |

| rang   | atlete        | prestatie |
| ------ | ------------- | --------- |
| Goud   | Nadine Visser | 8,03 s    |
| Zilver | Eefje Boons   | 8,21 s    |
| Brons  | Anouk Vetter  | 8,31 s    |

### verspringen
| rang   | atleet         | prestatie |
| ------ | -------------- | --------- |
| Goud   | Pieter Braun   | 7,47 m    |
| Zilver | Fabian Florant | 7,44 m    |
| Brons  | Pim Jehee      | 7,27 m    |

| rang   | atlete           | prestatie |
| ------ | ---------------- | --------- |
| Goud   | Carlijn ter Laak | 6,12 m    |
| Zilver | Tara Yoro        | 6,02 m    |
| Brons  | Joyce Schumacher | 5,90 m    |

### hink-stap-springen
| rang   | atleet         | prestatie |
| ------ | -------------- | --------- |
| Goud   | Fabian Florant | 16,00 m   |
| Zilver | Tarik Tahiri   | 15,11 m   |
| Brons  | Joshua Record  | 14,40 m   |

| rang   | atlete            | prestatie |
| ------ | ----------------- | --------- |
| Goud   | Patricia Krolis   | 12,63 m   |
| Zilver | Maureen Herremans | 12,33 m   |
| Brons  | Meruska Eduarda   | 12,26 m   |

### hoogspringen
| rang   | atleet          | prestatie |
| ------ | --------------- | --------- |
| Goud   | Douwe Amels     | 2,21 m    |
| Zilver | Dion van Kessel | 2,12 m    |
| Brons  | Marius Wouters  | 2,09 m    |

| rang   | atlete             | prestatie |
| ------ | ------------------ | --------- |
| Goud   | Nikki May Woudstra | 1,79 m    |
| Zilver | Marlies van Haaren | 1,76 m    |
| Brons  | Tanita Hofmans     | 1,76 m    |

### polsstokhoogspringen
| rang   | atleet             | prestatie |
| ------ | ------------------ | --------- |
| Goud   | Koen van der Wijst | 5,43 m    |
| Zilver | Menno Vloon        | 5,33 m    |
| Brons  | Eelco Sintnicolaas | 5,28 m    |

| rang   | atlete             | prestatie |
| ------ | ------------------ | --------- |
| Goud   | Femke Pluim        | 4,45 m    |
| Zilver | Robin Wingbermühle | 4,20 m    |
| Brons  | Kiliana Heymans    | 4,10 m    |

### kogelstoten
| rang   | atleet            | prestatie |
| ------ | ----------------- | --------- |
| Goud   | Patrick Cronie    | 18,70 m   |
| Zilver | Erik Cadée        | 18,31 m   |
| Brons  | Mathijs Damsteegt | 17,71 m   |

| rang   | atlete              | prestatie |
| ------ | ------------------- | --------- |
| Goud   | Melissa Boekelman   | 17,34 m   |
| Zilver | Jorinde van Klinken | 16,43 m   |
| Brons  | Jessica Schilder    | 16,03 m   |

### Zevenkamp/Vijfkamp[1]
| rang   | atleet             | prestatie |
| ------ | ------------------ | --------- |
| Goud   | Eelco Sintnicolaas | 5904 p    |
| Zilver | Bas Markies        | 5503 p    |
| Brons  | Rik Taam           | 5385 p    |

| rang   | atlete           | prestatie |
| ------ | ---------------- | --------- |
| Goud   | Emma Oosterwegel | 4064 p    |
| Zilver | Michelle Oud     | 4017 p    |
| Brons  | Chanté Samuel    | 3937 p    |

1969 · 
1970 · 
1971 · 
1972 · 
1973 · 
1974 · 
1975 · 
1976 · 
1977 · 
1978 · 
1979 ·
1980 · 
1981 · 
1982 · 
1983 · 
1984 · 
1985 · 
1986 · 
1987 · 
1988 · 
1989 · 
1990 · 
1991 · 
1992 · 
1993 · 
1994 · 
1995 · 
1996 · 
1997 · 
1998 · 
1999 · 
2000 · 
2001 · 
2002 · 
2003 · 
2004 · 
2005 · 
2006 · 
2007 · 
2008 · 
2009 · 
2010 · 
2011 · 
2012 · 
2013 · 
2014 ·
2015 ·
2016 ·
2017 ·
2018 ·
2019 · 
2020 · 
2021 · 
2022 · 
2023 · 
2024 · 
2025